# 358 Apollonia
358 Apollonia è un asteroide della fascia principale del diametro medio di circa 89,45 km. Scoperto nel 1893, presenta un'orbita caratterizzata da un semiasse maggiore pari a 2,8809312 UA e da un'eccentricità di 0,1490462, inclinata di 3,54553° rispetto all'eclittica.
Il suo nome è probabilmente dedicato all'antica città greca di Apollonia, nell'attuale Albania meridionale.